# Walki niepodległościowe w Ameryce Łacińskiej
Wiek XIX w hiszpańskiej Ameryce rozpoczął się nadzieją wielu jej mieszkańców na uzyskanie wolności społecznej i niepodległości narodowej. Sprawiły to echa zwycięskich walk niepodległościowych Stanów Zjednoczonych Ameryki i hasła wolnościowe Wielkiej Rewolucji Francuskiej. Pierwszej większej próby wzniecenia powstania niepodległościowego w Ameryce Południowej dokonał gen. Francisco de Miranda, patriota wenezuelski, polityk i obieżyświat, który wcześniej agitował na prawie wszystkich dworach królewskich Europy. W 1806 r. wylądował, wraz z grupą 600 najemnych żołnierzy, w jednym z pomniejszych portów Wenezueli. Jego papierowe deklaracje niepodległościowe nie spowodowały jednak spodziewanego zrywu miejscowej ludności, ani przyobiecanego wsparcia brytyjskiego. To też ta pierwsza próba inwazji zakończyła się całkowitym fiaskiem. 
Lecz wkrótce sytuacja geopolityczna hiszpańskiej i portugalskiej Ameryki uległa zasadniczej zmianie. W 1807 r. Napoleon I Bonaparte podbił w szybkiej kampanii Portugalię za jej współdziałanie z W. Brytanią przeciwko Francji. Król Portugalii wraz z całym swym dworem uciekł wtedy do swojej Brazylii. A gdy rok później król Hiszpanii Karol IV przekazał tron swemu synowi Ferdynandowi VII, Napoleon obu Burbonów zmusił do abdykacji i mianował na króla Hiszpanii i Wicekrólestw w Ameryce Łacińskiej swego brata, Józefa, dotychczasowego króla Neapolu. Zachwiała się więc cała struktura polityczna Ameryki Łacińskiej. W poszczególnych prowincjach zaczęły powstawać junty, to jest rady rewolucyjne, deklarujące formalnie wierność królowi Ferdynandowi VII - jeśli uda mu się powrócić na tron. Lecz i te junty i społeczności hiszpańskiej Ameryki miały coraz większą nadzieję, że nie pojawi się on już na scenie politycznej, co się jednakże nie sprawdziło. 
W 1811 r. w Ameryce Południowej pierwsze Zgromadzenie Narodowe Wenezueli ogłosiło jej niepodległość, tworząc Konfederację Stanów Wenezueli. Przeciwko niej zawiązała się kontrrewolucja, grupująca hiszpańskich rojalistów, kler i miejscowe garnizony hiszpańskiego wojska. Po opanowaniu większości terytorium Wenezueli kontrrewolucyjne oddziały rozpoczęły marsz na stolicę Caracas. Miasto szykowało się do obrony, gdy w dniu 26 marca 1812 r. zatrzęsła się ziemia i w ciągu kilku minut stolica Wenezueli legła w gruzach, pod którymi pogrzebanych zostało ok. 20 tys. mieszkańców. W lipcu wojna domowa zakończyła się klęską republikanów, ich dowódcy zostali aresztowani, a gen. Miranda osadzony w hiszpańskim więzieniu, gdzie zmarł w 1816 r.